# Фридрих II (Саксония-Гота-Алтенбург)
Вижте пояснителната страница за други личности с името Фридрих II.
Фридрих II фон Саксония-Гота-Алтенбург (на немски: Friedrich II von Sachsen-Gotha-Altenburg; * 28 юли 1676, дворец Фриденщайн, Гота; † 23 март 1732, Алтенбург) от рода на Ернестински Ветини, е херцог на Саксония-Гота-Алтенбург от 1691 до 1732 г.

## Живот
Той е големият син на херцог Фридрих I (1646 – 1691) и Магдалена Сибила (1648 – 1681), дъщеря на херцог Аугуст фон Саксония-Вайсенфелс. По-малкият му брат е Йохан Вилхелм (1677 – 1707).
При смъртта на баща му той е още малолетен и до 1693 г. е под регентството на херцозите Бернхард I от Саксония-Майнинген и Хайнрих от Саксония-Рьомхилд.
Фридрих II се жени през 1695 г. за първата си братовчедка Магдалена Августа (1679 – 1740), дъщеря на княз Карл Вилхелм от Анхалт-Цербст.
Той строи в своя град-резиденция Гота дворец Фридрихстал.
- Фридрих II
- Фридрих II
- Съпругата му Магдалена Августа

## Деца
На Фридрих II и Магдалена Августа се раждат 18 деца, от които оживяват седем сина и две дъщери:
- София (1697 – 1703)
- Фридрих III (1699 – 1772), херцог на Саксония-Гота-Алтенбург, ∞ 1729 принцеса Луиза Доротея фон Саксония-Майнинген (1710 – 1767)
- Вилхелм (1701 – 1771), ∞ 1742 принцеса Анна фон Шлезвиг-Холщайн-Готорп (1709 – 1758)
- Карл Фридрих (1702 – 1703)
- Йохан Август (1704 – 1767), ∞ 1752 графиня Луиза Ройс цу Шлайц (1726 – 1773) (вдовица на Кристиан Вилхелм)
- Кристиан (*/† 1705)
- Кристиан Вилхелм (1706 – 1748), ∞ 1743 графиня Луиза Ройс цу Шлайц (1726 – 1773)
- Лудвиг Ернст (* 29 декември 1707, † 13 август 1763), генерал-лейтенант в Мюнстер
- Емануел (1709 – 1710)
- Мориц (* 11 май 1711, † 3 септември 1777), регент в Саксония-Айзенах, генерал-лейтенант в Хесен
- София (*/† 1712)
- Карл (1714 – 1715)
- Фридерика (1715 – 1775), ∞ 1734 херцог Йохан Адолф II от Саксония-Вайсенфелс (1685 – 1746)
- Магдалена Сибила (*/† 1718)
- Августа (1719 – 1772), ∞ 1736 принц Фридрих Лудвиг фон Хановер, принц на Уелс (1707 – 1751)
- Йохан Адолф (1721 – 1799), генерал-лейтенант в Курфюрство Саксония